# Maurya bicolor
Maurya bicolor är en insektsart som beskrevs av William D. Funkhouser 1936. Maurya bicolor ingår i släktet Maurya och familjen hornstritar. Inga underarter finns listade i Catalogue of Life.